# IC 2772
IC 2772 је појединачна звијезда у сазвјежђу Лав која се налази на листи објеката дубоког неба у Индекс каталогу.
Деклинација објекта је + 13° 35' 57" а ректасцензија 11h 22m 30,4s.